# ماري هيوت
ماري هيوت (بالفرنسية: Marie Huot)‏ (28 يونيو 1846 في فرنسا - 13 أبريل 1930، باريس في فرنسا)؛ كاتِبة، صحفية وشاعرة فرنسية.